# Gmina Rødding
Gmina Rødding (duń. Rødding Kommune) – w latach 1970–2006 (włącznie) jedna z gmin w Danii w okręgu południowej Jutlandii (Sønderjyllands Amt). 
Siedzibą władz gminy było miasto Rødding. 
Gmina Rødding została utworzona 1 kwietnia 1970 na mocy reformy podziału administracyjnego Danii. Po kolejnej reformie w 2007 r. weszła w skład nowej gminy Vejen.

## Dane liczbowe
- Liczba ludności: (♀ 5554 + ♂ 5361) = 10 915
  - wiek 0-6: 9,0%
  - wiek 7-16: 13,9%
  - wiek 17-66: 61,6%
  - wiek 67+: 15,5%
- zagęszczenie ludności: 40,0 osób/km²
- bezrobocie: 3,7% osób w wieku 17-66 lat
- cudzoziemcy z UE, Skandynawii i USA: 148 na 10 000 osób
- cudzoziemcy z krajów Trzeciego Świata: 97 na 10 000 osób
- liczba szkół podstawowych: 6 (liczba klas: 74)